# 乌德银莲花
乌德银莲花（学名：Anemone udensis）是毛茛科银莲花属的植物。分布在远东地区以及中国大陆的黑龙江等地，生长于海拔200米至500米的地区，多生长于山地林边、灌丛中或针阔混交林下较阴处，目前尚未由人工引种栽培。